# فيلقية بوزمانية
فيلقية بوزمانية (الاسم العلمي: Legionella bozemanae) هي نوع من البكتيريا يتبع جنس الفيلقية من الفصيلة الفيالقية. هناك علاقة بين هذه البكتيريا والإلتهاب الرئوي الذي يصيب البشر.	